# Lorenzo Marugo
Lorenzo Marugo (Genova, 31 gennaio 1952) è un ex nuotatore italiano.

## Biografia
Vinse tre medaglie d'oro ai Giochi del Mediterraneo: nel 1971 si impose sui 400 misti precedendo di un nonnulla il suo connazionale Mauro Calligaris, mentre nel 1975 vinse nuovamente i 400 misti e contribuì alla vittoria dell'Italia nella staffetta 4x200 m stile libero.
Partecipò ai Giochi olimpici di Monaco di Baviera 1972: nei 200 misti ottenne il 29º tempo in batteria, mentre con la staffetta 4x200 m stile libero l'Italia giunse settima nella sua semifinale con l'11º tempo complessivo.

## Palmarès
| Anno | Manifestazione          | Sede   | Evento               | Risultato | Prestazione | Note  |
| ---- | ----------------------- | ------ | -------------------- | --------- | ----------- | ----- |
| 1971 | Giochi del Mediterraneo | Smirne | 400 m misti          | Oro       | 4'57"2      |       |
| 1972 | Giochi olimpici         | Monaco | 4×200 m stile libero | Batterie  |             | [ 1 ] |
| 1972 | Giochi olimpici         | Monaco | 200 m misti          | Batterie  |             | [ 2 ] |
| 1975 | Giochi del Mediterraneo | Algeri | 200 m misti          | Argento   | 2'14"30     |       |
| 1975 | Giochi del Mediterraneo | Algeri | 400 m misti          | Oro       | 4'46"24     |       |
| 1975 | Giochi del Mediterraneo | Algeri | 4×200 m stile libero | Oro       | 7'57"24     |       |